# الانتخابات التشريعية اللبنانية 2018
الانتخابات النيابية اللبنانية 2018 هي انتخابات عامة كان يفترض أن تجرى سنة 2013، ولكن لفشل مجلس النواب في عملية انتخاب رئيس جديد، قام بالتمديد لنفسه حتى 2018. أجريت الانتخابات يوم 6 مايو 2018 وتم التنافس فيها على 128 مقعد في مجلس النواب اللبناني وستشكل حكومة جديدة بعد ائتلاف كتل مكونة من 65 نائب وأكثر.
وفقا لنتائج الانتخابات، فاز حزب الله وحلفاؤه السياسيون والتيار الوطني الحر والرئيس نجيب ميقاتي بمقاعد أكثر مما حصلوا عليه من قبل، وتقلصت حصة تيار المستقبل بقيادة رئيس الوزراء سعد الحريري بنسبة الثلث. ضاعفت القوات اللبنانية، وهي حزب مسيحي تابع ل14 آذار، مقاعدها من 8 إلى 16 داخل كتلة الجمهورية القوية. كما تمكن العديد من المرشحين المستقلين من الفوز.

## النظام الانتخابي

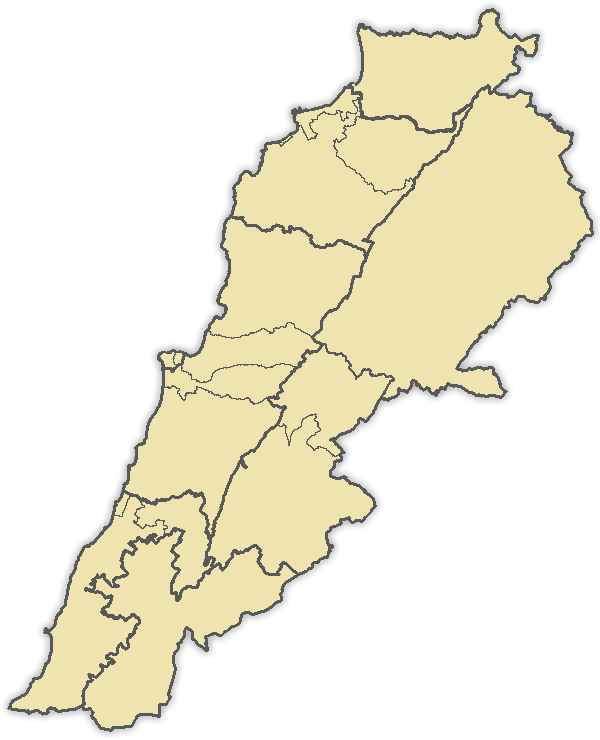
الدوائر الانتخابية بحسب قانون انتخابات مجلس النواب 2017

في يونيو 2017، صدر قانون جديد للانتخابات النيابية اللبنانية، يستبدل النظام الانتخابي السابق والذي جرى العمل به منذ تأسيس الجمهورية اللبنانية سنة 1920. ينص القانون الجديد للانتخابات على تقسيم لبنان إلى 15 دائرة انتخابية، ويقوم فيها الناخبين باختيار نوابهم بنظام التمثيل النسبي، إذ توزع المقاعد المخصصة لكل دائزة انتخابية على القوائم المرشحة حسب نسبة الأصوات لكل قائمة في الانتخابات.
| الدوائر الانتخابية بحسب قانون انتخابات 2017      | الناخبون المسجلون | عدد المقاعد | سني | شيعي | درزي | علوي | ماروني | روم أرثوذكس | روم كاثوليك | أرمن أرثوذكس | أرمن كاثوليك | إنجيليون | أقليات |
| ------------------------------------------------ | ----------------- | ----------- | --- | ---- | ---- | ---- | ------ | ----------- | ----------- | ------------ | ------------ | -------- | ------ |
| بيروت الأولى                                     | 134,355           | 8           |     |      |      |      | 1      | 1           | 1           | 3            | 1            |          | 1      |
| بيروت الثانية                                    | 353,164           | 11          | 6   | 2    | 1    |      |        | 1           |             |              |              | 1        |        |
| البقاع الأولى (زحلة)                             | 174,944           | 7           | 1   | 1    |      |      | 1      | 1           | 2           | 1            |              |          |        |
| البقاع الثانية (البقاع الغربي-راشيا)             | 143,653           | 6           | 2   | 1    | 1    |      | 1      | 1           |             |              |              |          |        |
| البقاع الثالثة (بعلبك-الهرمل)                    | 345,404           | 10          | 2   | 6    |      |      | 1      |             | 1           |              |              |          |        |
| جبل لبنان الأولى (جبيل-كسروان)                   | 176,818           | 8           |     | 1    |      |      | 7      |             |             |              |              |          |        |
| جبل لبنان الثانية (المتن)                        | 179,789           | 8           |     |      |      |      | 4      | 2           | 1           | 1            |              |          |        |
| جبل لبنان الثالثة (بعبدا)                        | 166,157           | 6           |     | 2    | 1    |      | 3      |             |             |              |              |          |        |
| جبل لبنان الرابعة (عاليه-الشوف)                  | 329,595           | 13          | 2   |      | 4    |      | 5      | 1           | 1           |              |              |          |        |
| الشمال الأولى (عكار)                             | 174,944           | 7           | 3   |      |      | 1    | 1      | 2           |             |              |              |          |        |
| الشمال الثانية (طرابلس-المنية-الضنية)            | 350,147           | 11          | 8   |      |      | 1    | 1      | 1           |             |              |              |          |        |
| الشمال الثالثة (بشرى-زغرتا-البترون-الكورة)       | 249,454           | 10          |     |      |      |      | 7      | 3           |             |              |              |          |        |
| الجنوب الأولى (صيدا-جزين)                        | 122,382           | 5           | 2   |      |      |      | 2      |             | 1           |              |              |          |        |
| الجنوب الثانية (الزهراني-صور)                    | 304,217           | 7           |     | 6    |      |      |        |             | 1           |              |              |          |        |
| الجنوب الثالثة (مرجعيون-النبطية-حاصبيا-بنت جبيل) | 460,491           | 11          | 1   | 8    | 1    |      |        | 1           |             |              |              |          |        |
| المصدر: Daily Star, Daily Star                   |                   |             |     |      |      |      |        |             |             |              |              |          |        |

## ناخبون
يشكل الناخبون السنة غالبية الناخبين المسجلين في ثلاث دوائر انتخابية (بيروت الأولى، الشمال الأولى والشمال الثانية)؛ هذه المقاطعات الثلاث تمثل حوالي ثلثي مجموع الناخبين السنة. وبالمثل، يشكل الناخبون الشيعة غالبية الناخبين المسجلين في البقاع الثالث والجنوب الثاني والجنوب الثالث، ويشكلون معاً 79٪ من إجمالي الناخبين الشيعة.
63٪ من جميع الناخبين الدروز مسجلون في الدائرة الانتخابية في جبل لبنان الرابع، التي تنتخب أربعة من أصل ثمانية برلمانيين من الدروز. 97٪ من الناخبين الدروز مسجلون في المناطق التي ينتخب منها البرلمانيون الدروز. 96٪ من الناخبين العلويين مسجلون إما في الدوائر الانتخابية الشمالية أو الشمالية الثانية، التي ينتخب كل منها برلماني علوي.
يشكل المسيحيون المارونيون غالبية الناخبين في جبل لبنان الأول والشمال الثالثة. هاتان المنطقتان تمثلان 42٪ من الناخبين الموارنة. كما تستضيف الشمال الثالثة أكبر تجمع للناخبين الأرثوذكس اليونانيين (20.7٪)، وهو ما يمثل حوالي خمس جميع الناخبين الأرثوذكس اليونانيين في جميع أنحاء البلاد. وفقا لبيانات 2017، يشكل الروم الأرثوذكس 58 ٪ من الناخبين في منطقة الكورا الطفيفة في الشمال الثالث. البقاع الأول يستضيف أكبر تجمع للناخبين الكاثوليك اليونانيين، حوالي خمس الأصوات اليونانية الكاثوليكية.
بيروت تستضيف أكبر تجمعات من الناخبين الأرثوذكس الأرمن والأرمن الكاثوليك، الذين ينتخبون 4 من أصل 6 برلمانيين أرمنيين. أما الأقليات (السريانية الأرثوذكسية والسريانية الكاثوليكية واللاتينية الكاثوليكية والكلدانية والآشورية الأرثوذكسية والأقباط) فهي الآن في بيروت الأولى، التي تضم أكبر تجمع للناخبين من الأقليات.
يتم العثور على الناخبين اليهود بشكل رئيسي في بيروت الثانية، حيث يشكلون 1.31 ٪ من الناخبين. ومع ذلك، في انتخابات عام 2009، أدلى خمسة يهود فقط بأصواتهم في الدائرة الانتخابية الثالثة في بيروت.

## الدوائر الانتخابية

### دائرة بيروت الأولى (شرق بيروت)
يغطي أول دائرة شرق بيروت الانتخابية أربعة أحياء (قروية) من العاصمة اللبنانية: الأشرفية، الصيفي، الرميل، ومداور. المنطقة مسيحية في الغالب. أكبر تجمع في بيروت أنا من الناخبين الأرثوذكس الأرمن (28.33٪). 19.2٪ من الروم الأرثوذكس، 13.19٪ الموارنة، 9.8٪ من الروم الكاثوليك، 9.76٪ سنة، 5.57٪ من الأرمن الكاثوليك، 3.95٪ من السريان الكاثوليك، 3٪ من الكاثوليك اللاتينيين، 1.97٪ من مجموعات الأقليات الأخرى، 2.88٪ من الإنجيليين، 1.99٪ من الشيعة و 0.37٪ من الدروز أو العلويين.
في دائرة بيروت الانتخابية الأولى تم تسجيل 5 قوائم. بعد الانقسام بين تيار المستقبل والقوات اللبنانية، تم وضع قائمة مشتركة بالحركة الوطنية الحرة، والاتحاد الثوري الأرمني (الطاشناق) والهنشاك («بيروت القوية») بدعم من تيار المستقبل. ومع ذلك، بقي تيار المستقبل نفسه بمعزل عن تقديم مرشحين. القوات اللبنانية، جنبا إلى جنب مع حزب الكتائب، Ramgavars وميشال فرعون، وبدعم من أنطون صحناوي، أوفدت قائمتهم تحت عنوان «بيروت الأولى» قدمت ميشيل تويني قائمة ثالثة بعنوان «نحن بيروت»، انضم إلينا فيها عضو البرلمان المستقيل سيرج تورسكاريسيان.
بالنسبة لمقعد الأقلية، رشح حزب الحرية والعدالة مرشحًا سريًا أرثوذكسيًا، العميد السابق أنطوان بانو، في حين تضم قائمة تويني المرشح الكاثوليكي اللاتيني رفيق البازرجي، وهو مستقل عن عائلة قريبة تاريخياً من الحزب الليبرالي الوطني.

### دائرة بيروت الثانية (غرب بيروت)
وتغطي الدائرة الانتخابية الثانية بيروت الغربية 8 أحياء من العاصمة اللبنانية: عين المريسة، الباشورة، المزرعة، مينة الحصن، مصيطبه، ميناء، رأس بيروت وزقاق البلاط. غالبية الناخبين من السنة (62.1٪). 20.6٪ هم من الشيعة، 5٪ من الروم الأرثوذكس، الأقليات 3.41٪، 1.86٪ الموارنة، 1.65٪ الأرثوذكس الأرمن، 1.63٪ الكاثوليك اليونانيون، 1.55٪ الدروز، 1.31٪ اليهود، 0.81٪ الإنجيليين (البروتستانت) و 0.03٪ العلويين.
في دائرة بيروت الانتخابية الثانية تم تسجيل 9 قوائم. في انتخابات 2009، فاز تيار المستقبل بالانتخابات في بيروت الغربية. لكن في هذه المرة، يسعى عدد من القوائم إلى تحدي هيمنة المستقبل على الناخبين السنة، «بيروت الوطن» (تحالف الجماعة الإسلامية ومحرر جريدة اللواء صلاح، «المعارضة البيروتية». ولوائح «أشرف ريفي»، «لبنان حرزان»، «نحن كل بيروت» و «كرامة بيروت» (بقيادة القاضي السابق خالد حمود).
وانقسمت كتلة 8 مارس السابقة إلى قائمتين. حزب الله وحركة أمل، الأحباش والتيار الوطني الحر أوفد «وحدة بيروت» القائمة، في حين أن الحركة الشعبية وآل المرابطون أوفد «صوت الشعب» قائمة. عمر غندور، مرشح جبهة العمل الإسلامي، رجل الأعمال البارز والرئيس السابق لنادي النجمة الرياضي، تم تعيينه رئيساً لقائمة «وحدة بيروت». قام فصيل SSNP لـ Ali Haidar بترشيح مرشح في قائمة «صوت الشعب». نعمة بدر الدين، أيضا على قائمة «صوت الشعب» حيث كانت رائدة خلال احتجاجات عام 2015 .
وبموجب القانون الانتخابي السابق، يمكن لحركة المستقبل أن تفوز بسهولة في الانهيارات الأرضية في بيروت الغربية. لكن في ظل القانون الانتخابي الجديد، رأى المحللون أن حركة المستقبل قد تفقد عددا من المقاعد. وبصرف النظر عن قائمة حزب الله - أمل - التيار الوطني (المتوقع فوزها في التصويت الشيعي)، فإن المنافسين الرئيسيين المتصورين لحركة المستقبل هم قائمة «بيروت الوطن» وقائمة «لبنان حرزان» لرجل الأعمال البارز فؤاد مخزومي. على الرغم من ذلك، تضمنت قائمة «الوطن» في بيروت عدة شخصيات قريبة من عائلة الحريري وتعهد سلام بدعم «الزعيم السني» الحريري للبقاء رئيس وزراء لبنان.
قبل الموعد النهائي لتسجيل القوائم، أعلن الحزب الديمقراطي اللبناني عن سحب مرشحه عن مقعد الدروز. وبالمثل، انسحب مجلس الشعب اللبناني، الذي كان ينوي في البداية إدخال سمير كنيو على قائمة أمل وحزب الله، من السباق.

### دائرة البقاع الأولى (زحلة)
ويتنافس في مدينة زحلة الملقبة بـ«عاصمة الكثلكة» حيث يشكل الناخبون الكاثوليك فيها العدد الأكبر من الناخبين المسيحيين، (علما بأن النسبة الأكبر من أبناء القضاء من المسلمين السنة) 5 لوائح ما يجعل المعركة الانتخابية هناك تتخذ منحى شرسا حتى داخل اللائحة الواحدة للحصول على «الصوت التفضيلي» الذي يساهم بفوز المرشح على حساب أفراد لائحته. وهو ما يؤكده الخبير الانتخابي أنطوان مخيبر لافتا إلى أن «المنافسة في زحلة تختلف عن باقي المناطق»، لافتا في تصريح لـ«الشرق الأوسط» إلى أنه «بعد تبلور معالم اللوائح والتحالفات بات المشهد الانتخابي أوضح وحتى تقاسم المقاعد النيابية الـ7 المخصصة لدائرة البقاع الأولى شبه محسوم، ما يجعل المعركة الحقيقية تدور حول مقعدين أو 3».
وقد نجح «التيار الوطني الحر» بالإبقاء على تحالفه مع «المستقبل» في هذه الدائرة بعدما تداعت كل التحالفات الانتخابية بين الطرفين في باقي الدوائر في البقاع، فشكلا إلى جانب عدد من المستقلين لائحة ضمت إلى القيادي العوني سليم عون والنائب عن «المستقبل» عاصم عراجي، رجال الأعمال ميشال سكاف، ميشال ضاهر، أسعد نكد، نزال دلول والمرشحة عن المقعد الأرمني ماري جان بيلازكجيان. وتحمل هذه اللائحة شعار «زحلة للكل»، ويرجح مخيبر أن تكسب ما بين 2 إلى 3 من المقاعد النيابية.
بالمقابل، شكلت قوى 8 آذار لائحة مقابلة ضمت النائب نقولا فتوش ومرشحا عن الثنائي الشيعي إلى جانب مرشحين آخرين، حملت شعار «زحلة الخيار والقرار»، ويتوقع مخيبر أن تفوز بمقعدين نيابيين من أصل 7. وتتركز المعركة بشكل رئيسي ما بين لائحة «زحلة قضيتنا» التي تشكلت بتحالف «القوات اللبنانية» - «الكتائب اللبنانية»، ولائحة «الكتلة الشعبية» التي شكلتها رئيسة الكتلة ميريام سكاف. ويقول مخيبر في هذا الإطار: «تحالف القوات – الكتائب حسم حصول اللائحة على مقعد نيابي على الأقل، وفي حال لم تتمكن ميريام سكاف من تأمين الحاصل الانتخابي الذي يخولها الفوز بمقعد نيابي واحد، فعندها يتحول هذا المقعد تلقائيا للتحالف السابق ذكره ما يعني كسبه مقعدين نيابيين».
وقد وُجهت انتقادات كثيرة لحزب «الكتائب» في الآونة الأخيرة على خلفية قراره التحالف مع «القوات» في زحلة، ما يعطي، بحسب خبراء انتخابيين، أرجحية لفوز مرشح الأخير جورج عقيصي على مرشح «الكتائب» النائب ايلي ماروني. لكن مصادر كتائبية أكدت لـ«الشرق الأوسط» أن «المعركة غير محسومة لصالح أي من المرشحين وأن ما يحصل هو تركيز الجهود والمساعي للحصول على حاصلين انتخابيين على الأقل ما يتيح فوز عقيصي وماروني معا».
وخص قانون الانتخاب دائرة زحلة بـ7 مقاعد موزعة ما بين 2 كاثوليك 1 أرمن أرثوذكس 1 روم أرثوذكس 1 موارنة 1 شيعة 1 سنة، رغم كون عدد الناخبين السنة في «البقاع الأولى» 48867 ناخب من أصل 158109 أي ما نسبته 28.32 في المائة، مقابل وجود 32295 ناخبا كاثوليكيا أي ما نسبته 18.72 في المائة، إضافة إلى 27537 ناخبا شيعيا، 27000 ناخب ماروني، 16470 أرثوذكسيا، 8604 أرمنيين، و5491 سريانيا.

### دائرة البقاع الثانية (البقاع الغربي-راشيا)
في دائرة البقاع الانتخابية الثانية، فإن نصف الناخبين تقريباً هم من السنة (48.8٪). 14.8٪ من الناخبين من الدروز و 14.7٪ من الشيعة و 7.42٪ من الكاثوليك اليونانيين و 7.22٪ من الموارنة و 7.16٪ من الروم الأرثوذكس.
في دائرة البقاع الغربي - راشيا، تم تسجيل 3 قوائم. شكل تيار المستقبل والحزب التقدمي الاشتراكي قائمة مشتركة. ومن أبرز مرشحي هذه القائمة محمد القرعاوي، مالك مستشفى البقاع، وهي شخصية كانت مرتبطة سابقاً بتحالف 8 آذار. أدرج أمين وهبي، مؤسس الحركة اليسارية الديمقراطية وزعيمها في قائمة المستقبل.
وتدعم «حركة أمل» قائمة «أفضل غدٍ». في النهاية، لم تنضم الحركة الوطنية الحرة إلى القائمة التي ترعاها أمل، تاركة المرشح الأرثوذكسي إيلي فرزلي لينضم إليها كفرد.
يرأس مقدم البرامج التلفزيونية ماغي عون قائمة ثالثة، تنظمها عناصر من المجتمع المدني.
حاولت القوات اللبنانية تشكيل قائمة مع أشرف ريفي لخوض الانتخابات، لكن هذه القائمة لم تتحقق. وبالمثل، اختار الحزب الديمقراطي اللبناني سحب مرشحه الدكتور نزار زكي.

### دائرة البقاع الثالثة (بعلبك-الهرمل)
الناخبون في الدائرة الانتخابية هم في الغالب من الشيعة (73.3٪). 13.3٪ هم من السنة، 7.35٪ الموارنة، 5.36٪ من الكاثوليك اليونانيين و 0.72٪ من الروم الأرثوذكس. في دائرة بعلبك الهرمل الانتخابية تم تسجيل 5 قوائم.تجمع قائمة «الأمل والولاء» حزب الله وأمل والحزب السوري القومي الاجتماعي. ومن المتوقع أن يكون المنافس الرئيسي هو قائمة «الكرامة والتنمية» للقوات اللبنانية وتيار المستقبل. حاولت الحركة الوطنية الحرة تشكيل قائمة مع المتحدث السابق حسين الحسيني ولكن بعد انسحاب الحسيني من المعركة الانتخابية انهار التحالف وأسفر عن قائمتين منفصلتين: قائمة «التنمية والتغيير» وقائمة «المستقلة». انضم مرشحو التيار الوطني الحر إلى القائمة التي قادها الأمين العام السابق لحزب البعث، فايز شكر.

### دائرة جبل لبنان الأولى (جبيل-كسروان)
انقسم المشهد الكسرواني- الجبيلي بين 5 لوائح هي: اللائحة المدعومة من التيار الوطني الحر، لائحة القوات اللبنانية، لائحة تحالف النائبين السابقين فريد هيكل الخازن وفارس سعيد وحزب الكتائب، لائحة حزب الله ولائحة المجتمع المدني.
- لائحة لبنان القوي: اللائحة المدعومة من التيار يرأسها شامل روكز، وهي تضم رجلي الأعمال نعمة أفرام وروجيه عازار، الوزير السابق زياد بارود، النائب السابق منصور البون، سيمون أبي رميا، وليد خوري وربيع عواد.
- لائحة عنا القرار: تضم فريد هيكل الخازن (المردة)، فارس سعيد، شاكر سلامة (الكتائب)، والنائبين يوسف خليل وجيلبيرت زوين، يولاند خوري، جان حوّاط ومصطفى الحسيني.
- لائحة التغيير الأكيد: تضم هذه اللائحة المدعومة من القوات زياد حواط، شوقي دكاش، فادي صقر، روك مهنا، باتريسيا الياس، نعمان مراد، زياد خليفة، ومحمود عواد.
- لائحة حزب الله: حسين زعيتر، الوزير السابق جان لوي قرداحي، بسام الهاشم، كارلوس أبو ناضر، زينة كلّاب، ميشال كيروز وجوزف الزايك.
- لائحة تحالف وطني: وتضم يوسف سلامة، دوري ضو، جوزفين زغيب، نديم سعيد، رانيا باسيل ومحمد المقداد. وتعاني هذه اللائحة صعوبات كبيرة لجهة تمكنها من تأمين الحاصل الانتخابي في دائرة تشهد أشرس المعارك الانتخابية، وإن كانت نتائجها شبه محسومة.
وتبلغ حصة دائرة كسروان- جبيل 8 مقاعد نيابية، موزّعة ما بين 2 موارنة وشيعي واحد لجبيل و5 موارنة لكسروان. ويبلغ عدد الناخبين في هذه الدائرة 175 ألف ناخب: 143632 مارونياً، 18756 شيعياً، 3345 روم أرثوذكس، 2452 أرمن أرثوذكس، 2340 سنّياً، 2308 روم كاثوليك، و2201 مسيحي من طوائف أخرى.
تحت شعار «نبض المتن»، أعلن النائب سامي الجميل لائحة الكتائب التي تضمّ: سامي الجميل، الياس حنكش، ندى غريب وجوزيف كرم عن المقعد الماروني. وتضم عن مقعد الأرمن الأرثوذكس يغيشه اندونيان، مازن السكاف وفيوليت غزال عن المقعد الأرثوذكسي، مخايل الرموز عن المقعد الكاثوليكي.
وسجّل الوزير الياس بوصعب، لائحة التيار الوطني الحر التي حملت اسم «المتن القوي» وتضم عن الموارنة: إبراهيم كنعان، كورين الأشقر، سركيس سركيس وغسان الأشقر. وتضمّ غسان مخيبر والياس بوصعب عن مقعد الروم الأرثوذكس، هاغوب بقرادونيان عن الأرمن الأرثوذكس، وادغار معلوف عن مقعد الروم الكاثوليك.
أمّا لائحة المرّ، غير المكتملة، فتضم 5 مرشحين هم: ميشال المر عن المقعد الأرثوذكسي، نجوى عازار وميلاد السبعلي وشربل أبو جودة عن المقاعد المارونية وجورج عبود عن المقعد الكاثوليكي. ومن المتوقع أن يفوز المرّ بأفضل الأحوال منفرداً. فـ«أبو الياس» اليوم ليس لاعباً سياسياً ولا خدماتياً، وهو يختبر الوفاء له، حيث عاد «الياس» من الخارج لمساعدته بعدما فشل بإقناعه بالعزوف عن الترشح.
«المتن قلب لبنان» هو اسم لائحة القوات التي تضمّ: ماجد ادي أبي اللمع، رازي الحاج، شكري مكرزل، جيزال هاشم زرد عن المقاعد المارونية، ارا كيونيان عن المقعد الأرمني، لينا مخيبر وجيسيكا عازار عن الروم الأرثوذكس وميشال مكتف عن مقعد الروم الكاثوليك.
أمّا لائحة المجتمع المدني في المتن «كلنا وطني»، فتضمّ: شربل نحاس، اميل كنعان، نادين موسى، فيكي زوين، اديب طعمة وجورج الرحباني. لا يُتوقع لهذه اللائحة أن تحظى بحاصل انتخابي، مع الإبقاء على فرضية أن أحداً لا يعرف ما المفاجآت التي قد يحققها المجتمع المدني. فهل تنسحب بعض أجواء التجربة النقابية والبلدية على المتن؟ أمر مستبعد، خصوصاً بعدما سقط التفاهم مع الحزب الشيوعي (نحو 1000 مؤيد). وكان هذا الأخير أعد العدّة لتأليف لائحة تحت شعار «نوار المتن».

### دائرة جبل لبنان الثالثة (بعبدا)
في دائرة بعبدا الانتخابية تم تسجيل 4 قوائم. في حين أن التيار الوطني الحر وكتائب 8 آذار ذهبوا بطرق منفصلة في معظم الدوائر الانتخابية ، تمكنوا من تشكيل قائمة مشتركة في بعبدا تحت عنوان «المصالحة الوطنية». والقائمة الرئيسية الأخرى في الصراع هي قائمة «الوحدة والتنمية في بعبدا»، وهي تحالف من الحزب التقدمي الاشتراكي ، والقوى اللبنانية ، والمستقلين ، وصلاح هاراك ، بدعم من تيار المستقبل.هناك أيضًا قائمتان للمجتمع المدني. تم تقديم قائمة «معا من أجل بعبدا» من قبل رئيس الكتائب سامي الجميل ورئيس الرابطة الوطنية للدفاع عن الديمقراطية دوري شمعون.في 3 مارس 2018، قائمة تضم نشطاء المجتمع المدني والبيئيين. وهو يشمل مؤسس تيري-لبنان والحركة البيئية اللبنانية ، وهي منصة للمنظمات غير الحكومية ، بول أبي راشد كواحد من مرشحيها.
36.8٪ من الناخبين هم من الموارنة و 25.2٪ من الشيعة و 17.6٪ من الدروز و 7.61٪ من الروم الأرثوذكس و 6.11٪ من السنة و 4.6٪ من الروم الكاثوليك و 2.14٪ ينتمون إلى مجتمعات مسيحية أخرى.

### دائرة جبل لبنان الرابع (عاليه-الشوف)
تشكلت 5 لوائح وتمثّل هذه الدائرة إحدى أكبر الدوائر الانتخابية، إذ تضم 13 مقعداً، 8 في الشوف و5 في عاليه. لناحية فرز اللوائح وفق قوة كل واحدة منها، يتضح الفارق في ما بينها. وعملياً، التنافس الجدّي سيكون بين لائحتين أساسيتين، لائحة الحزب التقدمي الاشتراكي المتحالف مع تيار المستقبل والقوات اللبنانية، ولائحة قوى 8 آذار، التي تجمع الحزب الديمقراطي اللبناني والتيار الوطني الحر والحزب السوري القومي الاجتماعي، والمدعومة من حزب الله.
يبلغ عدد الناخبين في هذه الدائرة 325364 ناخباً. يتوزعون على 60 ألف مقترع سنّي (18.7%)، 131 ألف ناخب درزي (40.5%)، 87 ألف ناخب ماروني (27%)، 16 ألف كاثوليكي (5.18%)، 16 ألف أرثوذكسي (5.14%)، 8444 شيعياً (2.6%)، و2971 مسيحياً مختلفاً (0.913%).
يخوض الحزب التقدّمي الاشتراكي أم معاركه في هذه الدائرة. وهو تحالف مع القوات والمستقبل، وتضم اللائحة، في الشوف تيمور جنبلاط ومروان حمادة عن المقعدين الدرزيين، نعمة طعمة عن المقعد الكاثوليكي، بلال عبد الله ومحمد الحجار عن المقعدين السنيين، وجورج عدوان وغطاس خوري وناجي البستاني عن المقاعد المارونية. أما في عاليه فتضم اللائحة كلاً من، هنري حلو وراجي السعد عن المقعدين المارونيين، أكرم شهيب عن المقعد الدرزي، وترك المقعد الدرزي الآخر شاغراً لطلال ارسلان، وأنيس نصار عن المقعد الأرثوذكسي.
في المقابل، تشكّلت لائحة ضمانة الجبل برئاسة طلال مجيد أرسلان وتضم، عن عاليه سيزار أبي خليل وعماد الحاج عن المقعدين المارونيين، الياس حنا عن المقعد الأرثوذكسي، وعن الشوف طارق الخطيب واللواء علي الحاج عن المقعدين السنيين، ماريو عون وفريد البستاني وسمير عون عن المقاعد المارونية، غسان عطالله عن المقعد الكاثوليكي، ومروان حلاوي ومازن أبو ضرغم عن المقعدين الدرزيين.
اللائحة الثالثة تشكّلت من قبل حزبي الكتائب والأحرار، تتألف من 11 مرشحاً من أصل 13. وبقي المقعد الأرثوذكسي في قضاء عاليه شاغراً، وكذلك المقعد الدرزي الثاني في القضاء نفسه. وتضم، عن عاليه: تيودورا بجّاني وأنطوان بو ملهب عن المقعدين المارونيين، وسامي الرماح عن المقعد الدرزي، أما في الشوف فتضم كميل شمعون، جوزيف عيد، دعد القزّي عن المقاعد المارونية، غسان مغبغب عن المقعد الكاثوليكي، سامي حمادة وألحان فرحات عن المقعدين الدرزيين، ومازن شبو ورأفت شعبان عن المقعدين السنيين.
الوزير السابق وئام وهاب الذي اختلف مع أرسلان وانفصلا عبر تشكيل لائحتين، أعلن لائحته تحت اسم «الوحدة الوطنية»، وتضم إلى جانبه في الشوف، إلياس عبد السلام البراج وزاهر الخطيب عن المقعدين السنيين، زياد انطوان الشويري وأسعد ادمون أبو جوده عن المقعدين المارونيين، سليمان محفوظ أبو رجيلي عن المقعد الكاثوليكي. وفي عاليه، سهيل خليل بجاني عن المقعد الماروني، شفيق سلامة رضوان وخالد عارف خداج عن المقعدين الدرزيين، ووليد أنيس خيرالله عن المقعد الأرثوذكسي.
وهناك لائحة خامسة للمجتمع المدني تحت اسم «مدنية»، وتضم عن قضاء الشوف، مايا ترو عن المقعد السني ورامي حمادة عن المقعد الدرزي، ايليان القزي والياس الغريب ومروان المتني عن المقاعد المارونية، شكري حداد عن المقعد الكاثوليكي؛ وفي عاليه مارك ضو عن المقعد الدرزي وفادي خوري عن المقعد الماروني.

### دائرة الشمال الأولى (عكار)
في عكار تم تسجيل 6 لوائح. اختار تيار المستقبل لائحة خاصة به (مع مرشح القوات اللبنانية قاطيشا كمرشح لمقعد أرثوذكسي). وهناك أيضا اللائحة المدعومة من 8 آذار التحالف «إن قرار لعكار» (برئاسة النائب السابق وجيه البعريني ، في تحالف مع تيار المردة والحزب العربي الديمقراطي)، وقائمة «قرار عكار»، وقائمة «عكار القوية» (التيار الوطني الحر ، الجماعة الإسلامية ، المستقلون المؤيدون للمستقبل)، قائمة «سيادة لبنان» (بقيادة أشرف ريفي) وقائمة «نساء عكار».
الناخبون هم في الغالب من السنة (67.5 ٪). 14.7٪ من الناخبين هم الروم الأرثوذكس ، 10.9٪ الموارنة ، 4.97٪ علوية ، 1.05٪ شيعة ، 0.62٪ كاثوليك يونانيون و 0.29٪ من المجتمعات المسيحية الأخرى.

### دائرة الشمال الثانية (طرابلس-المنية-الضنية)
وبموجب القانون الانتخابي السابق ، شكلت دائرة طرابلس ودائرة المنية - الضنية دائرتين مختلفتين إلا أنهما باتوا دائرة واحدة. ينتمي غالبية السنة إلى الناخبين (82.91٪)، مع وجود أقليات كبيرة من الروم الأرثوذكس (6.24٪)، والعلويين (6.04٪) والموارنة (3.5٪). 0.51٪ من الناخبين هم الأرمن الأرثوذكس ، و 0.32٪ من الأرمن الكاثوليك و 0.59٪ ينتمون إلى مجتمعات مسيحية أخرى.
مع تطبيق قانون الانتخابات الجديد ، توجهت ثقل السياسة في طرابلس إلى اتجاهات مختلفة. تبرير القرار بالتوجه إلى صناديق الاقتراع فقط ، صرّح الأمين العام لتيار المستقبل أحمد الحريري قائلاً: «سوف نقوم بتشكيل قائمتنا لأننا نفهم أن الكثير من الناس قد استفادوا منا ...». بالإجمال ، تم تسجيل 8 قوائم في الدائرة الانتخابية الشمالية الثانية ؛ قائمة «العزم» لرئيس مجلس الوزراء السابق نجيب ميقاتي ، قائمة تيار المستقبل «المستقبل للشمال»، قائمة يقودها أشرف ريفي «لبنان السيادة»، قائمة «الكرامة الوطنية» (تحالف بين فيصل كرامي وجهاد الصمد بمشاركة الأحباش والمردة ، وقائمة «قرار الشعب» (تحالف بين التيار الوطني الحر وكمال خير ، انضم إليهم المستقلون)، وقائمة «كلنا وطني» (حزب سبعة ، وحركة المواطنون في الدولة ، حزب الطليعة في لبنان العربي الاشتراكي ، حركة المقاومة والمستقلين)، قائمة «القرار المستقل» (تحالف بين الجماعة الإسلامية ، النائب السابق مصباح الأحدب والمستقلون) وقائمة «المجتمع المدني المستقل» (المستقلين). فضل محمد الصفدي البقاء خارج السباق الانتخابي ، داعياً إلى دعم قائمة المستقبل. أعلن الصفدي قراره في مؤتمر صحفي في مركز الصفدي الثقافي.
في الضنية ، تم أختيار سامي فتفت (28 عاما) بدل والده أحمد فتفت والنائب قاسم عبد العزيز كمرشحي تيار المستقبل في الضنية.
أعلمن ميقاتي عن لائحته في اجتماع انتخابي في فندق كواليتي إن في طرابلس في 18 مارس 2018. ومن بين المرشحين كان له النائب السابق جان عبيد والوزير السابق نقولا نحاس والنائب كاظم الخير. تم حرمان كاظم الخير من المنية من قائمة تيار المستقبل ، وهي خطوة دفعته للانضمام إلى قائمة ميقاتي بدلاً من ذلك.

### دائرة الشمال الثالثة (بشري-زغرتا-البترون-الكورة)
في الدائرة الانتخابية الشمالية الثالثة تم تسجيل 4 قوائم. تضم قائمة «الشمال القوي» التي يرأسها جبران باسيل التيار الوطني الحر وحركة الاستقلال وتيار المستقبل وقائمة «نبض الجمهورية القوي» يجمع القوات اللبنانية وحزب الكتائب وحركة اليسار الديموقراطي. وقائمة «معا من أجل الشمال ولبنان»، تجمع حركة المردة ، الحزب السوري القومي الاجتماعي وبطرس حرب في حين أن قائمة المجتمع المدني «كلنا وطني» تجمع حركة المواطنين في الدولة وحزب سبعة.
الناخبون في الغالب مسيحيون. 68.1٪ هم من الموارنة ، 20.7٪ من الروم الأرثوذكس ، 8.94٪ من السنة ، 0.93٪ من الشيعة ، 0.73٪ من الكاثوليك ، 0.38٪ من المجتمعات المسيحية الأخرى و 0.24٪ من العلويين.

### دائرة الجنوب الأولى (صيدا-جزين)
في منطقة صيدا- جزين الانتخابية ، تبلورت أربع قوائم مرشحة: «التكامل والكرامة» (تيار المستقبل والمستقلون)، «سعيدة وجزين معاً» (تحالف بين الجماعة الإسلامية ، التيار الوطني الحر والدكتور عبد الرحمن بزري)، «لجميع الناس» (تحالف بين التنظيم الشعبي الناصري في لبنان وإبراهيم عازار، بدعم من حركة أمل وحزب الله) وقائمة «القدرات التغيير» (تحالف بين حزب الكتائب ، القوات اللبنانية).
حاول تيار المستقبل والتيار الوطني الحر التفاوض على اتفاق انتخابي ، لكن التقارير أفادت بأن التيار الوطني الحر أصر على إبقاء «بزري» على قائمتها. بعد انهيار الحوار مع «المستقبل»، قام «التيار الوطني الحر» بالتواصل مع «الجماعة الإسلامية»، حيث أن المنظمة الشعبية الناصرية قد أبرمت بالفعل اتفاقاً مع إبراهيم عازار (وهو ماروني مستقل يدعمه تحالف أمل-حزب الله).
44.2٪ من الناخبين من السنة ، 30.8٪ من الموارنة ، 15.1٪ من الشيعة ، 8.69٪ من الكاثوليك اليونانيين ، 0.67٪ من الطوائف المسيحية الأخرى و 0.48٪ من الدروز.

### دائرة الجنوب الثانية (الزهراني-صور)
في الدائرة الانتخابية الجنوبية الثانية تم تسجيل 2 قوائم. تتحدى قائمة «الأمل والوفاء» التي يقودها نبيه بري وقائمة «معا من أجل التغيير» (تحالف من رياض الأسعد ، الحزب الشيوعي اللبناني والمستقلين).
الناخبون هم في الغالب من الشيعة (81.4 ٪). 6.81٪ من الناخبين هم الكاثوليك اليونانيون ، 6.1٪ من السنة ، 4.55٪ الموارنة و 1.14٪ ينتمون إلى مجتمعات مسيحية أخرى.

### دائرة الجنوب الثالثة (مرجعيون-حاصبيا-النبطية-بنت جبيل)
وتُعتبر هذه الدائرة أكبر الدوائر الانتخابية الـ15، حيث يبلغ تعداد الناخبين فيها (450694) يتوزّعون على:
- مسلمون: (406064): شيعة (361003)، سُنّة (28604) ودروز (16457).
- مسيحيون: (44630): موارنة (23739)، روم أرثوذكس (11035) وروم كاثوليك (8111).
وتتمثّل بـ (11 نائباً): (8) شيعة، وواحد لكل من: السُنّة والدروز والروم الأرثوذكس.
ومن المتوقّع أنْ يتراوح عدد المقترعين بين (240000-265000)، بحيث يكون الحاصل الانتخابي بين (22000-24000 صوت)، وهو ما يزيد من فرص الفوز الكبير لـ«لائحة الأمل والوفاء»، ويصعّب في المقابل مهمة اللوائح الأخرى المعارضة المتعدّدة المتنافسة، التي لو تكاثفت قواها في لائحة واحدة، لكان تم تأمين الحاصل بسهولة وتسجيل أكثر من خرق، لكن تفرّق المعارضين لحسابات متعدّدة، أراح اللائحة المكتملة التي تضم (11 نائباً) حالياً أُبقي على (10) منهم، ونقل ترشيح النائب هاني قبيسي «أبو حسن» من بيروت إلى النبطية، بدل النائب عبد اللطيف الزين، الذي أعلن عزوفه عن الترشّح.
وتمتاز هذه المنطقة بأنّها على خط التماس الأوّل مع الاحتلال الإسرائيلي في فلسطين المحتلة، والذي ما زال يحتل مزارع شبعا وتلال كفرشوبا.
وكل المعطيات تشير إلى أنّ المعركة ستكون «حامية الوطيس»، في ظل سعي كل من القوى لجمع أكبر عدد من الأصوات، ما يعني حث الناخبين على كثافة الاقتراع بما يساعد في إيصال مرشّحين إلى الندوة البرلمانية.
ووفقاً لقانون الانتخابات، فإنّ تشكيل اللائحة يتطلّب ما لا يقل عن (5 مرشّحين) من أصل (11) يتوزّعون على أقضية الدائرة الـ4، حيث استمر بالتنافس على (11 مقعداً) (41 مرشحاً)، توزعوا على 5 لوائح: واحدة مكتملة من (11 مرشحاً)، وثانية من (10 مرشحين) وثالثة من (8 مرشحين)، ورابعة من (7 مرشحين) وخامسة من (5 مرشحين)
```
«لائحة الأمل والوفاء»
```

وتتنافس في هذه الدائرة 5 لوائح، وفق الآتي:
- «لائحة الأمل والوفاء» التي تضم: تحالف حركة «أمل»، «حزب الله»، «حزب البعث العربي الاشتراكي»، «الحزب السوري القومي الاجتماعي»، والمدعومة من رئيس «اللقاء الديمقراطي» النائب وليد جنبلاط، فضلاً عن عائلات وعدد من الفاعليات، وهي لائحة مكتملة من (11 مرشّحاً) برئاسة رئيس «كتلة الوفاء للمقاومة النيابية» النائب محمد رعد، وأعلن عنها خلال مهرجان أُقيم في القاعة الكبرى للنادي الحسيني في مدينة النبطية، وتتألّف من المرشّحين، وفق الآتي:
- دائرة النبطية: محمد حسن رعد، هاني حسن قبيسي وياسين كامل جابر (عن المقاعد الشيعية الثلاثة).
- دائرة مرجعيون حاصبيا: علي حسن خليل والدكتور علي رشيد فياض (عن المقعدين الشيعيين)، الدكتور قاسم عمر هاشم (عن المقعد السني)، أنور محمد الخليل (عن المقعد الدرزي) وأسعد حليم حردان (عن المقعد الأرثوذكسي).
- دائرة بنت جبيل: الدكتور حسن نظام الدين فضل الله، الدكتور أيوب فهد حميد وعلي أحمد بزي (عن المقاعد الشيعية الثلاثة).
ويُتوقّع أنْ تحصد هذه اللائحة أصواتاً كبيرة، انطلاقاً من القوّة التجييرية الكبيرة لحركة «أمل» و«حزب الله»، على اعتبار أنّ أصوات الناخبين الشيعة يبلغ (361003) - أي ما نسبته 81% من عدد الناخبين.
تحالف «المستقبل و«الوطني الحر»
إزاء ذلك، تكثّفت الاتصالات بين القوى المعارضة في هذه الدائرة، أفضت إلى تشكيل لائحة بتحالف «تيار المستقبل»، «التيار الوطني الحر»، «الحزب الديمقراطي اللبناني» برئاسة وزير المهجرين طلال ارسلان وعدد من الفاعليات والمستقلين.
وجرى تأليف اللائحة من (10 مرشّحين)، وفق الآتي:
- قضاءا مرجعيون - حاصبيا: عماد فؤاد الخطيب (من بلدة شبعا مرشّح «تيار المستقبل، للمقعد السني)، المهندس شادي جرجس مسعد (مرشّح «الوطني الحر» للمقعد الأرثوذكسي)، وسام كمال شروف (مرشّح «الحزب الديمقراطي اللبناني» للمقعد الدرزي)، عباس محمد شرف الدين ومرهف أحمد رمضان (عن المقعدين الشيعيين).
- قضاء النبطية: العميد المتقاعد هشام محمود مفيد جابر، الدكتور مصطفى علي بدر الدين ونديم سميح عسيران (للمقاعد الشيعية الثلاثة).
- قضاء بنت جبيل: محمّد مصطفى قدوح وحسين جهاد الشاعر (لمقعدين شيعيين).
ويعتبر «تيار المستقبل» في هذه المنطقة، صاحب القوّة الأبرز لدى الأصوات السنية، والتي تصل إلى (28604) - أي ما نسبته 6.35%، بينهم في قضاءَيْ مرجعيون وحاصبيا (27717)، ويتوقّع أنْ يقترع منهم (12000)، مع حضور وازن لـ«الجماعة الإسلامية» لدى الناخبين السُنّة، ولم يتواجد لها مرشّح، بل سيقترع مناصروها للائحة الائتلاف التي تضم «التيار البرتقالي».
كذلك «الوطني الحر» الذي يتمتّع بمناصرين من الناخبين المسيحيين في قضاءَيْ مرجعيون وبنت جبيل والذين يصل عددهم إلى (44630) - أي ما نسبته 9.90%، وكذلك هناك حضور في الأوساط المسيحية لـ» حزب القوّات اللبنانية».
الأسعد «فينا نغيّر»
وكان رئيس «حزب الانتماء اللبناني» أحمد الأسعد قد سارع إلى الإعلان عن تشكيل لائحة، حملت اسم «فينا نغيّر»، تتألّف من (8 مرشّحين)، وفق الآتي:
- قضاء النبطية: أحمد محمد كامل الأسعد (عن أحد المقاعد الشيعية الثلاثة).
- قضاءا مرجعيون - حاصبيا: عبير غالب رمضان الأسعد ورباح كاظم أبي حيدر (عن المقعدين الشيعيين)، العميد المتقاعد عدنان حسن الخطيب (عن المقعد السني)، كنج محمود علم الدين (عن المقعد الدرزي) ومنح إلياس صعب (عن المقعد الأرثوذكسي).
- قضاء بنت جبيل: محمد فرج الله فرج وعبد الله محمود السلمان (لمقعدين شيعيين).
«الشيوعي اللبناني» وخلاف «مواطنون ومواطنات»
وشكّل «الحزب الشيوعي اللبناني» لائحة غير مكتملة من (7 مرشّحين)، وفق الآتي:
- قضاء النبطية: علي حسين حاج علي (عن أحد المقاعد الشيعية الثلاثة).
- قضاء بنت جبيل: أحمد مراد وحسين بيضون وعباس سرور (عن المقاعد الشيعية الثلاثة).
- قضاءا مرجعيون - حاصبيا: سعيد محمّد عيسى (عن المقعد السني)، هلا فيليب أبو كسم (عن المقعد الأرثوذكسي)، غسّان مهنا حديفة (عن المقعد الدرزي)، ولوحظ خلو اللائحة من أي مرشّح شيعي في هذين القضاءين.
ولم تثمر الاتصالات عن ضم هذه اللائحة مرشّحي «مواطنون ومواطنات» التي يقودها الوزير السابق شربل نحاس، الذي رشّح في هذه الدائرة: معن السيد فؤاد الأمين (عن أحد المقعدين الشيعيين في قضاء مرجعيون) والزميلة فادية محمود بزي (عن أحد المقاعد الشيعية الثلاثة في قضاء بنت جبيل)، حيث ستعلن عن أسباب العزوف عن مواصلة المعركة الانتخابية في بيان صحفي، عازية السبب إلى غياب تشكيل لائحة بين قوى المعارضة كان بإمكانها تحقيق نتائج جيدة تؤدي إلى إيصال مرشّحين للندوة البرلمانية قبل الاختلاف بين المعارضين الذين توزّعوا على اللوائح، فتشتّتت قوتهم.
«شبعنا حكي»
وشكّل في هذه الدائرة لائحة من إعلاميين وأساتذة جامعة بالتنسيق مع «القوّات اللبنانية»، تحت اسم «شبعنا حكي»، وضمنت (5 مرشّحين)، وفق الآتي:
- قضاء بنت جبيل: الزميل علي محمد حسن الأمين (عن أحد المقاعد الشيعية الثلاثة).
- قضاء النبطية: الزميل رامي سلمان عليق وأحمد سامي إسماعيل (عن أحد المقعدين الشيعيين).
- قضاءا مرجعيون - حاصبيا: عماد محمّد قميحة (عن أحد المقعدين الشيعيين) وفادي سلامة (مرشّح «القوات اللبنانية»، عن المقعد الأرثوذكسي).
وهناك أكثر من هدف لعدد من القوى في هذه الدائرة، وبينها لدى رئيس «التيار الوطني الحر» الوزير جبران باسيل الذي يسعى إلى إيصال مرشّح للتيار (عن المقعد الأرثوذكسي)، وإنْ كانت العين على (أحد المقعدين الشيعيين) اللذين يترشّح عن أحدهما وزير المالية علي حسن خليل، في محاولة للتصويب باتجاهه واستهداف رئيس المجلس النيابي نبيه بري.
ومن أجل إدارة المعركة، فإنّ الماكينة الانتخابية لـ«لائحة الأمل والوفاء» أجرت إحصاءات لمرّات عدّة، وخلصت إلى قناعة بضرورة رفع نسبة الاقتراع، لإغلاق أي محاولات للخرق، وإنْ كان متوقّعاً حصوله فتحديد أين سيكون هذا الخرق بتحصين عدد من المرشّحين المستهدفين، وفي طليعتهم الوزير خليل والنائب هاشم.

## المرشحون الفائزون
في بيان صدر مساء يوم 7 أيار، وعد وزير الداخلية والبلديات نهاد المشنوق بالإعلان عن نتائج الانتخابات الكاملة في غضون 36-48 ساعة. وفي بيانه، أعلن عن نتائج رسمية «نهائية لكنها غير مكتملة»، حيث قدم أسماء البرلمانيين المنتخبين من 14 دائرة انتخابية من أصل 15 دائرة انتخابية. وفي 8 أيار، أعلن المشنوق أسماء المرشحين الفائزين في عكار.
و في ما يلي أسماء المرشحين الفائزين عن كل دائرة :
| اسم النائب                     | دائرة             | الطائفة      | الحزب السياسي                    |
| ------------------------------ | ----------------- | ------------ | -------------------------------- |
| نقولا صحناوي                   | بيروت الأولى      | روم كاثوليك  | التيار الوطني الحر               |
| جان طالوزيان                   | بيروت الأولى      | أرمن كاثوليك | حزب القوات اللبنانية             |
| نديم الجميل                    | بيروت الأولى      | ماروني       | حزب الكتائب اللبنانية            |
| عماد واكيم                     | بيروت الأولى      | روم أرثوذكس  | حزب القوات اللبنانية             |
| هاغوب ترزيان                   | بيروت الأولى      | أرمن أرثوذكس | حزب الطاشناق                     |
| بوليت ياغوبيان (بولا يعقوبيان) | بيروت الأولى      | أرمن أرثوذكس | حزب سبعة                         |
| الكسندر ماطوسيان               | بيروت الأولى      | أرمن أرثوذكس | حزب الطاشناق                     |
| أنطوان بانو                    | بيروت الأولى      | أقليات       | التيار الوطني الحر               |
| أمين شري                       | بيروت الثانية     | شيعي         | حزب الله                         |
| سعد الحريري                    | بيروت الثانية     | سني          | تيار المستقبل                    |
| عدنان الطرابلسي                | بيروت الثانية     | سني          | جمعية المشاريع الخيرية الإسلامية |
| فؤاد مخزومي                    | بيروت الثانية     | سني          | حزب الحوار الوطني                |
| تمام سلام                      | بيروت الثانية     | سني          | تيار المستقبل                    |
| محمد خواجه                     | بيروت الثانية     | شيعي         | حركة أمل                         |
| رولا الطبش                     | بيروت الثانية     | سنية         | تيار المستقبل                    |
| نهاد المشنوق                   | بيروت الثانية     | سني          | تيار المستقبل                    |
| نزيه نجم                       | بيروت الثانية     | روم أرثوذكس  | تيار المستقبل                    |
| ادغار طرابلسي                  | بيروت الثانية     | إنجيلي       | التيار الوطني الحر               |
| فيصل الصايغ                    | بيروت الثانية     | درزي         | الحزب التقدمي الاشتراكي          |
| وليد البعريني                  | الشمال الأولى     | سني          | تيار المستقبل                    |
| محمد سليمان                    | الشمال الأولى     | سني          | تيار المستقبل                    |
| محمد المرعبي                   | الشمال الأولى     | سني          | تيار المستقبل                    |
| هادي حبيش                      | الشمال الأولى     | ماروني       | تيار المستقبل                    |
| وهبي قاطيشه                    | الشمال الأولى     | روم أرثوذكس  | حزب القوات اللبنانية             |
| أسعد درغام                     | الشمال الأولى     | روم أرثوذكس  | التيار الوطني الحر               |
| مصطفى حسين                     | الشمال الأولى     | علوي         | التيار الوطني الحر               |
| علي درويش                      | الشمال الثانية    | علوي         | تيار العزم                       |
| نقولا نحاس                     | الشمال الثانية    | روم أرثوذكس  | تيار العزم                       |
| جان عبيد                       | الشمال الثانية    | ماروني       | تيار العزم                       |
| نجيب ميقاتي                    | الشمال الثانية    | سني          | تيار العزم                       |
| فيصل كرامي                     | الشمال الثانية    | سني          | تيار الكرامة                     |
| جهاد الصمد                     | الشمال الثانية    | سني          | مستقل                            |
| عثمان علم الدين                | الشمال الثانية    | سني          | تيار المستقبل                    |
| سامي فتفت                      | الشمال الثانية    | سني          | تيار المستقبل                    |
| محمد كبارة                     | الشمال الثانية    | سني          | تيار المستقبل                    |
| سمير الجسر                     | الشمال الثانية    | سني          | تيار المستقبل                    |
| ديما جمالي                     | الشمال الثانية    | سنية         | تيار المستقبل                    |
| جبران باسيل                    | الشمال الثالثة    | ماروني       | التيار الوطني الحر               |
| ستريدا طوق                     | الشمال الثالثة    | مارونية      | حزب القوات اللبنانية             |
| طوني فرنجية                    | الشمال الثالثة    | ماروني       | تيار المردة                      |
| جوزيف اسحق                     | الشمال الثالثة    | ماروني       | حزب القوات اللبنانية             |
| فادي سعد                       | الشمال الثالثة    | ماروني       | حزب القوات اللبنانية             |
| ميشال معوض                     | الشمال الثالثة    | ماروني       | حركة الاستقلال                   |
| سليم سعادة                     | الشمال الثالثة    | روم أرثوذكس  | الحزب السوري القومي الاجتماعي    |
| فايز غصن                       | الشمال الثالثة    | روم أرثوذكس  | تيار المردة                      |
| اسطفان الدويهي                 | الشمال الثالثة    | ماروني       | تيار المردة                      |
| جورج عطالله                    | الشمال الثالثة    | روم أرثوذكس  | التيار الوطني الحر               |
| إبراهيم عازار                  | الجنوب الأولى     | ماروني       | مستقل                            |
| بهية الحريري                   | الجنوب الأولى     | سنية         | تيار المستقبل                    |
| أسامة المصري                   | الجنوب الأولى     | سني          | التنظيم الشعبي الناصري           |
| زياد أسود                      | الجنوب الأولى     | ماروني       | التيار الوطني الحر               |
| سليم خوري                      | الجنوب الأولى     | روم كاثوليك  | التيار الوطني الحر               |
| نبيه بري                       | الجنوب الثانية    | شيعي         | حركة أمل                         |
| نواف الموسوي                   | الجنوب الثانية    | شيعي         | حزب الله                         |
| حسين الجشي                     | الجنوب الثانية    | شيعي         | حزب الله                         |
| عناية عز الدين                 | الجنوب الثانية    | شيعية        | حركة أمل                         |
| علي خريس                       | الجنوب الثانية    | شيعي         | حركة أمل                         |
| علي عسيران                     | الجنوب الثانية    | شيعي         | حركة أمل                         |
| ميشال موسى                     | الجنوب الثانية    | روم كاثوليك  | حركة أمل                         |
| حسن فضل الله                   | الجنوب الثالثة    | شيعي         | حزب الله                         |
| محمد رعد                       | الجنوب الثالثة    | شيعي         | حزب الله                         |
| علي فياض                       | الجنوب الثالثة    | شيعي         | حزب الله                         |
| هاني قبيسي                     | الجنوب الثالثة    | شيعي         | حركة أمل                         |
| علي حسن خليل                   | الجنوب الثالثة    | شيعي         | حركة أمل                         |
| علي بزي                        | الجنوب الثالثة    | شيعي         | حركة أمل                         |
| أيوب حميّد                      | الجنوب الثالثة    | شيعي         | حركة أمل                         |
| ياسين جابر                     | الجنوب الثالثة    | شيعي         | حركة أمل                         |
| أنور الخليل                    | الجنوب الثالثة    | درزي         | حركة أمل                         |
| قاسم هاشم                      | الجنوب الثالثة    | سني          | حركة أمل                         |
| أسعد حردان                     | الجنوب الثالثة    | روم أرثوذكس  | الحزب السوري القومي الاجتماعي    |
| أنور جمعة                      | البقاع الأولى     | شيعي         | حزب الله                         |
| جورج عقيس                      | البقاع الأولى     | روم كاثوليك  | حزب القوات اللبنانية             |
| ميشال ضاهر                     | البقاع الأولى     | روم كاثوليك  | مستقل                            |
| عاصم عراجي                     | البقاع الأولى     | سني          | تيار المستقبل                    |
| سليم عون                       | البقاع الأولى     | ماروني       | التيار الوطني الحر               |
| سيزار معلوف                    | البقاع الأولى     | روم أورثوذكس | حزب القوات اللبنانية             |
| إدي دمرجيان                    | البقاع الأولى     | أرمن أرثوذكس | مستقل                            |
| عبد الرحيم مراد                | البقاع الثانية    | سني          | مستقل                            |
| وائل أبو فاعور                 | البقاع الثانية    | درزي         | الحزب التقدمي الاشتراكي          |
| محمد نصر الله                  | البقاع الثانية    | شيعي         | حركة أمل                         |
| محمد القرعاوي                  | البقاع الثانية    | سني          | تيار المستقبل                    |
| إيلي الفرزلي                   | البقاع الثانية    | روم أرثوذكس  | مستقل                            |
| هنري شديد                      | البقاع الثانية    | ماروني       | تيار المستقبل                    |
| جميل السيد                     | البقاع الثالثة    | شيعي         | مستقل                            |
| إيهاب حمادة                    | البقاع الثالثة    | شيعي         | حزب الله                         |
| غازي زعيتر                     | البقاع الثالثة    | شيعي         | حركة أمل                         |
| علي المقداد                    | البقاع الثالثة    | شيعي         | حزب الله                         |
| إبراهيم الموسوي                | البقاع الثالثة    | شيعي         | حزب الله                         |
| حسين الحاج حسن                 | البقاع الثالثة    | شيعي         | حزب الله                         |
| أنطوان حبشي                    | البقاع الثالثة    | ماروني       | حزب القوات اللبنانية             |
| الوليد سكرية                   | البقاع الثالثة    | سني          | حزب الله                         |
| بكر الحجيري                    | البقاع الثالثة    | سني          | تيار المستقبل                    |
| ألبير منصور                    | البقاع الثالثة    | روم كاثوليك  | الحزب القومي السوري الاجتماعي    |
| زياد الحواط                    | جبل لبنان الأولى  | ماروني       | حزب القوات اللبنانية             |
| سيمون ابي رميا                 | جبل لبنان الأولى  | ماروني       | التيار الوطني الحر               |
| نعمة افرام                     | جبل لبنان الأولى  | ماروني       | الحزب التقدمي الاشتراكي          |
| شوقي الدكاش                    | جبل لبنان الأولى  | ماروني       | حزب القوات اللبنانية             |
| فريد هيكل الخازن               | جبل لبنان الأولى  | ماروني       | تيار المردة                      |
| شامل روكز                      | جبل لبنان الأولى  | ماروني       | التيار الوطني الحر               |
| روجيه عازار                    | جبل لبنان الأولى  | ماروني       | التيار الوطني الحر               |
| مصطفى الحسيني                  | جبل لبنان الأولى  | شيعي         | مستقل                            |
| سامي الجميل                    | جبل لبنان الثانية | ماروني       | حزب الكتائب اللبنانية            |
| ميشال المر                     | جبل لبنان الثانية | روم أرثوذكس  | مستقل                            |
| إدي أبي اللمع                  | جبل لبنان الثانية | ماروني       | حزب القوات اللبنانية             |
| الياس بو صعب                   | جبل لبنان الثانية | روم أرثوذكس  | التيار الوطني الحر               |
| هاغوب باقرادونيان              | جبل لبنان الثانية | أرمن أرثوذكس | التيار الوطني الحر               |
| إبراهيم كنعان                  | جبل لبنان الثانية | ماروني       | التيار الوطني الحر               |
| ادكار معلوف                    | جبل لبنان الثانية | روم كاثوليك  | التيار الوطني الحر               |
| إلياس حنكش                     | جبل لبنان الثانية | ماروني       | حزب الكتائب اللبنانية            |
| علي عمار                       | جبل لبنان الثالثة | شيعي         | حزب الله                         |
| بيار بو عاصي                   | جبل لبنان الثالثة | ماروني       | حزب القوات اللبنانية             |
| هادي أبو الحسن                 | جبل لبنان الثالثة | درزي         | الحزب التقدمي الاشتراكي          |
| آلان عون                       | جبل لبنان الثالثة | ماروني       | التيار الوطني الحر               |
| فادي علامة                     | جبل لبنان الثالثة | شيعي         | حركة أمل                         |
| حكمت ديب                       | جبل لبنان الثالثة | ماروني       | التيار الوطني الحر               |
| أكرم شهيب                      | جبل لبنان الرابعة | درزي         | الحزب التقدمي الاشتراكي          |
| سيزار ابي خليل                 | جبل لبنان الرابعة | ماروني       | التيار الوطني الحر               |
| هنري الحلو                     | جبل لبنان الرابعة | ماروني       | الحزب التقدمي الاشتراكي          |
| الأمير طلال إرسلان             | جبل لبنان الرابعة | درزي         | الحزب الديمقراطي اللبناني        |
| أنيس نصار                      | جبل لبنان الرابعة | روم أرثوذكس  | حزب القوات اللبنانية             |
| تيمور جنبلاط                   | جبل لبنان الرابعة | درزي         | الحزب التقدمي الاشتراكي          |
| محمد الحجار                    | جبل لبنان الرابعة | سني          | تيار المستقبل                    |
| جورج عدوان                     | جبل لبنان الرابعة | ماروني       | حزب القوات اللبنانية             |
| بلال عبد الله                  | جبل لبنان الرابعة | سني          | الحزب التقدمي الاشتراكي          |
| مروان حمادة                    | جبل لبنان الرابعة | درزي         | الحزب التقدمي الاشتراكي          |
| نعمة طعمة                      | جبل لبنان الرابعة | روم كاثوليك  | الحزب التقدمي الاشتراكي          |
| ماريو عون                      | جبل لبنان الرابعة | ماروني       | التيار الوطني الحر               |
| فريد البستاني                  | جبل لبنان الرابعة | ماروني       | التيار الوطني الحر               |

## ردود الفعل

### محلياً
رئيس الوزراء سعد الحريري ، معلقا على نتيجة الانتخابات في اليوم التالي للانتخابات ، اعترف بأن تيار المستقبل خسر 12 مقعدا ، لكنه أكد مجددا أن "الخائن الذي فاز في الانتخابات البرلمانية هم شركاءنا في مبدأ الاستقرار "وأنه كان راضيا عن النتيجة. قال الأمين العام لحزب الله حسن نصر الله إن النتيجة كانت "نصرًا أخلاقيًا وسياسيًا كبيرًا لحزب الله الذي يحمي البلاد" وأن "قانون التصويت بالتناسب يمنح جميع الفصائل السياسية الفرصة لتمثيل أنفسهم في الانتخابات ، ويخفف من المخاطر". من الاستبعاد من البنية السياسية اللبنانية ، وأكد لجميع الأطراف أنه سيكون لهم دور في الإدارة ". وأضاف: "لجأت الولايات المتحدة وبعض دول الخليج إلى حملة تشويه في محاولة لتسمم الرأي العام تجاه حزب الله. لكن جهودهم انتهت بالفشل ... لا يمكن لأي شخص في العالم أن يستهدف حزب الله لأنه حازم دعم المجتمعات المختلفة في المجتمع اللبناني ، فقد كانت المدن والمدن في جنوب لبنان بمثابة جبهة مقاومة في مواجهة التهديدات التي يسيطر عليها النظام الإسرائيلي والجماعات الإرهابية ، ولم تسفر مخططات أعداء تقويض شعبية حزب الله في تلك المناطق عن شيء. يجب أن نتجنب أي خطاب طائفي أو تحريضي مماثل لتلك الخطاب الذي ألقاه قبل الانتخابات إذا أردنا تجنب أي صراع في البلاد ".

## الأحزاب
- تيار المستقبل: سعد الحريرى
- التيار الوطني الحر: جبران باسيل
- حركة أمل: نبيه بري
- حزب الله: حسن نصرالله
- القوات اللبنانية: سمير جعجع
- الحزب التقدمي الاشتراكي: وليد جنبلاط
- حزب الوطنيين الأحرار: دوري شمعون
- تيار المردة: سليمان طوني فرنجية
- حزب الكتائب اللبنانية: سامي الجميل